# Alphonse Boudard

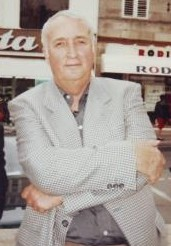
Alphonse Boudard

Alphonse Boudard (* 17. Dezember 1925 in Paris; † 14. Januar 2000 in Nizza) war ein französischer Schriftsteller.

## Leben
Als Sohn einer Prostituierten und eines unbekannten Vaters im Pariser 15. Arrondissement geboren, gab ihn seine Mutter gleich nach der Geburt zu „Blanche und Auguste“, einem in Bellegarde, einer sehr ländlichen Gegend nahe Orléans, lebenden Paar. Der Kriegsveteran und seine Frau zogen das Kind „wie einen kleinen Köter“ auf. Eines Tages, so erzählt Boudard in seiner Autobiografie weiter, sei er von einer jungen Dame besucht worden, die man ihm als seine aus einem Bordell geflüchtete 17-jährige Mutter vorstellte.
Im Alter von sieben Jahren wurde er von seiner im Pariser 13. Arrondissement (auch Arrondissement des Gobelins genannt) lebenden Großmutter zu sich genommen. Das heute asiatisch geprägte Viertel war damals ein reines Arbeiterviertel. Boudard besuchte die öffentlichen Grundschulen an der Avenue de Choisy und der Rue du Moulin-des-Prés und legte seine Zurückhaltung und seinen ländlichen Akzent im Kontakt mit den Arbeitern von Panhard & Levassor, Lebenskünstlern der Butte aux Cailles, alten Haudegen der berüchtigten Strafbataillone Bataillons d'Afrique oder kurz Bats d’Af und dem Proletariat dieses Viertels schnell ab.
Nach seiner Grundschulzeit begann er mit 15 Jahren in einer Druckerei zu arbeiten, wo er am Typographen und später als Hilfssetzer angelernt wurde. Der Zweite Weltkrieg stellte eine Wende in seinem Leben dar, als er sich zunächst der Résistance und später der Libération um Emmanuel d’Astier de la Vigerie und den Truppen von Colonel Fabien anschloss. Er nahm an der Befreiung von Paris teil, erkrankte an Lungentuberkulose und erhielt nach einer Verwundung das Croix de guerre.

## Werk
Nach Kriegsende fiel es ihm – wie vielen anderen Kriegsteilnehmern – schwer, in ein geregeltes Leben zurückzufinden. „Er glaubte und hoffte, der Western würde weitergehen“, kommentierte später sein Freund Louis Nucéra. Boudard pendelte jahrelang zwischen Krankenhausaufenthalten zur Besserung seiner Tuberkulose, Aushilfsjobs und Kleinkriminalität um Falschgeld, Wechselbetrug und Einbruchdiebstahl, was ihm Gefängnisstrafen einbrachte, die er von 1947 bis 1949 und von 1957 bis 1961 verbüßte. Bei seiner letzten Haftstrafe begann er, sich dem Schreiben zu widmen. Er verwendete das Argot, den früheren französischen Gaunerjargon und die „Pariser Volkssprache“, wenn er von kleinen Leuten, ohne Geld, ohne Arbeit, ohne Familie schrieb und diese Erzählungen eine perfekte Allianz mit seinem eigenen bisherigen Leben eingingen. Von den Strafvollzugsbehörden als „intelligent“ eingeschätzt, erhielt er Zugang zur Bibliothek und damit zur Literatur der Weltgeschichte. Hier eignete sich der Autodidakt auch ein umfangreiches Allgemeinwissen an.
Nach seiner Entlassung beendete er La métamorphose des cloportes (Die Metamorphose der Kellerasseln), eine Auseinandersetzung mit seiner Gefängniszeit, womit er 1962 debütierte und sofort einen Bestseller landete. Der Roman wurde 1965 verfilmt. Es folgte La cerise, wiederum in der Szene der Knastbrüder und Kleinkriminellen spielend und 1969 mit dem „Prix Sainte Beuve“ ausgezeichnet. In L'Hôpital brachte er seine eigenen Krankenhauserfahrungen ein und in Madame ... de Saint-Sulpice thematisiert er erstmals seine eigene Leidenschaft für Freudenhäuser.
1977 erhielt der sich gern als „zweisprachig“ bezeichnende (weil in Französisch und Argot schreibende) Boudard für seine Auseinandersetzung mit dem Krieg in Les combattants du petit bonheur den Prix Renaudot. 1978 setzte er in Le Corbillard de Jules seiner Zeit bei der Résistance und den Verdiensten von Colonel Fabien ein Denkmal. 1995 wurde er für Mourir d'enfance, die Lebensgeschichte seiner Mutter, mit dem Grand Prix du Roman der Académie française ausgezeichnet.
Am 14. Januar 2000 erlag Boudard einem Herzinfarkt in seinem Haus in Nizza. Er ist auf dem Friedhof Montparnasse beigesetzt.

## Bibliographie

### Romane
- La métamorphose des cloportes („Die Metamorphose der Kellerasseln“, Suhrkamp 1966)
- La cerise
- Bleubite
- L'Hôpital
- Cinoche
- Les combattants du petit bonheur („Helden auf gut Glück“, Fischer 1987, ISBN 359625390X)
- Le banquet des leopards
- Le corbillard de Jules
- Le Café du pauvre
- L'éducation d'Alphonse
- Saint Fredo
- Mourir d'enfance
- Madame ... de Saint-Sulpice, Gallimard (1998), ISBN 2070402851 (französisch)
- Chere visiteuse, Gallimard (2000), ISBN 2070411168 (französisch)
- L'etrange Monsieur Joseph, Presses Pocket, P. (2000), ISBN 2266097903 (französisch)
- Les Gens sans importance
- Chère Visiteuse
- Les Trois Mamans du petit Jesus, Librairie Generale Francaise, P. (2002), ISBN 2253152501 (französisch)
- Alphonse Boudard und Romi: L'age d'or des maisons closes („Das goldene Zeitalter des Bordells“, Wilhelm Heyne Verlag 1992), München ISBN 3-453-05181-5

### Sachbücher
- La méthode à Mimile ou l'argot sans peine, ein Wörterbuch des Argot
- La fermeture, la fin des maisons closes (Das Ende der Freudenhäuser)
- Les grands criminels (Die großen Verbrecher)
- Contre-enquête („Gegenuntersuchung“, Gespräche)
- Sur le bout de la langue, Promenade parmi les mots d'amour (Spaziergang durch die Welt der Liebesworte, illustriert von Albert Dubout)
- L'etrange monsieur Joseph (Biographie über den Nazi-Kollaborateur Joseph Joanovici)

## Filmographie
Drehbuch
- 1966: Blüten, Gauner und die Nacht von Nizza (Le jardinier d’Argenteuil)
- 1967: Action Man (Le soleil des voyous)
- 1968: Balduin, das Nachtgespenst (Le Tatoué)
- 1969: Pilzgift (L’assassin frappe à l’aube)
- 1973: Flucht im Kreis (Le gang des otages)
- 1975: Flic Story – Duell in sechs Runden (Flic Story)
- 1976: Die Gang (Le Gang)
- 1976: Ein Priester, ein Panzer und ein Haufen müder Landser (Le jour de gloire)
- 1984: Heißer Schnee (Neige à Capri)
- 1986: Der Profi 2 (Le Solitaire)

Literarische Vorlage
- 1965: Gégène le tatoué (später vom Autor als Vorlage für das Drehbuch von Le Tatoué verwendet)
- 1965: Ganoven rechnen ab (La métamorphose des cloportes), Regie: Pierre Granier-Deferre, Michel Audiard und Albert Simonin, mit Lino Ventura, Charles Aznavour
- 1982: Le corbillard de Jules, Regie: Serge Pénard